# 塔斯馬尼亞袋熊
塔斯馬尼亞袋熊（学名：Vombatus ursinus）是雙門齒目袋熊科袋熊屬下的一种有袋动物。